# Una farfalla con le ali insanguinate
Una farfalla con le ali insanguinate è un film del 1971, diretto da Duccio Tessari ed interpretato, fra gli altri, da Giancarlo Sbragia, Helmut Berger e Lorella De Luca.
Il film contiene sequenze girate a Milano (sono riconoscibili l'Accademia di Brera, il Grattacielo Pirelli e piazza San Babila), ma gli esterni sono perlopiù girati a Bergamo alta, in particolare piazza del Duomo presso la Cappella Colleoni. Il titolo del film deriva dal gioiello a forma di farfalla regalato da Giorgio a Françoise.

## Trama
Una studentessa francese, Françoise Pigaut, viene trovata accoltellata in un parco di Bergamo dopo aver accettato un passaggio da uno sconosciuto. Il commissario Berardi, incaricato delle indagini, scopre presto una serie di prove schiaccianti a carico di un giornalista televisivo, Alessandro Marchi, il quale viene perciò condannato all'ergastolo. L'avvocato di Marchi, l'ambiguo Giulio Cordaro, ha difeso con professionalità il suo cliente e si finge suo amico, ma in realtà è convinto della sua colpevolezza ed è contento di aver perso la causa anche perché è l'amante di Maria, moglie di Alessandro.
Dopo la fine del processo, la figlia di Alessandro, Sarah, che disprezza la madre per la sua ipocrisia borghese e il suo adulterio, incontra casualmente Giorgio - rampollo di una ricca e nobile famiglia schiacciato dalla forte personalità del padre - che era stato un suo ex compagno di scuola ed è adesso un pianista bohémien e contestatore, il quale, con la sua testimonianza in giudizio, ha cercato di scagionare Alessandro.
Tra Sarah e Giorgio nasce una relazione, eppure il giovane appare stranamente inquieto e turbato. Nei giorni successivi, due nuovi delitti, perpetrati nello stesso parco bergamasco con modalità assai simili all'assassinio di Françoise, inducono la Corte di cassazione a ritenere che Alessandro Marchi sia vittima di un errore giudiziario e a disporre perciò la riapertura del giudizio di merito. Alessandro viene quindi assolto, anche grazie alla testimonianza della sua amante, la spregiudicata Marta Clerici, che al tempo del primo processo si trovava all'estero con un'amica.
Tornato in libertà, il giornalista riceve una telefonata da Giorgio, che gli chiede di incontrarlo in segreto in un capannone industriale dismesso. Alessandro si presenta quindi all'appuntamento con il giovane, il quale gli fa confessare l'omicidio di Françoise e gli rivela a sua volta di aver commesso i due delitti successivi per indurre la Corte ad assolverlo e poter così vendicare di persona l'uccisione della ragazza, che era la sua fidanzata. Ma, quando Giorgio cerca di uccidere Alessandro a colpi di pistola, il giornalista si difende con un coltello e, nella colluttazione, entrambi rimangono feriti mortalmente.